# Vlajka Rjazaňské oblasti

Vlajka Rjazaňské oblasti
Poměr stran: 2:3

Vlajka Rjazaňské oblasti, jedné z oblastí Ruské federace, je tvořena listem o poměru stran 2:3, se třemi vodorovnými pruhy: bílým, zlatavým a červeným o poměru šířek 1:2:1. Uprostřed vlajky je (ovšem pouze na lícové straně) postava knížete ze znaku oblasti.
Symbolika vlajky vyjadřuje symboliku znaku oblasti a ruské národní barvy.

## Historie
Rjazaňská oblast vznikla 26. září 1937. V sovětské éře oblast neužívala žádnou vlajku. 10. dubna 1997 jmenoval představitel administrativy oblasti heraldickou komisi. Tato komise předložila oblastní dumě (kromě návrhu znaku) i návrh na podobu oblastní vlajky. Vlajka byla zavedena 2. června 2000 zákonem č. 33-oz, který byl upraven 14. listopadu 2001 (zákon č. 76-oz).

## Vlajka gubernátora Rjazaňské oblasti
Jako jeden z mála, užívá gubernátor Rjazaňské oblasti osobní vlajku. Ta byla zřízena 7. srpna 2001 nařízením tehdejšího gubernátora Vjačeslava Nikolajeviče Ljubimova. Vlajka je čtvercovou variantou oblastní vlajky s větší verzí znaku a s úzkým zlatým lemem a zlatými třásněmi při horním, vlajícím a dolním okraji. Autorem vlajky je Michail Konstantinovič Šelkovenko, který připravil 16 návrhů, z kterých byl vítězný návrh přijat.

Vlajka gubernátora Rjazaňské oblasti Poměr stran: 1:1

## Vlajky okruhů a rajónů Rjazaňské oblasti

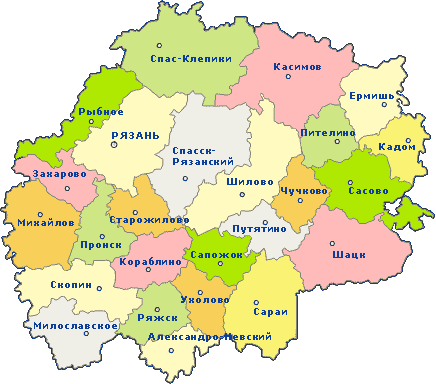
Členění Rjazaňské oblasti

Rjazaňská oblast se od 1. ledna 2016 člení na 4 městské okruhy a 25 rajónů.
Městské okruhy

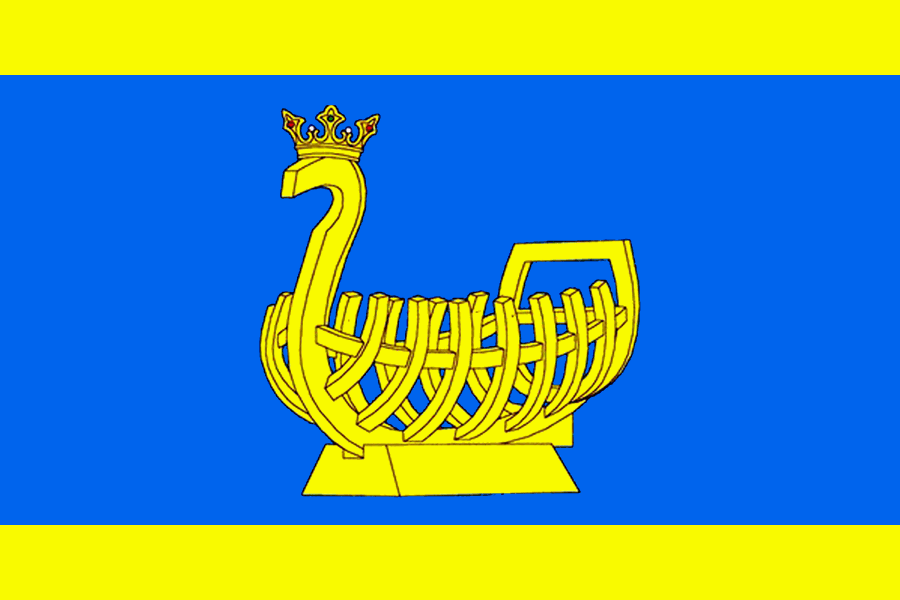
Kasimov Poměr stran: 2:3
Rjazaň Poměr stran: 2:3
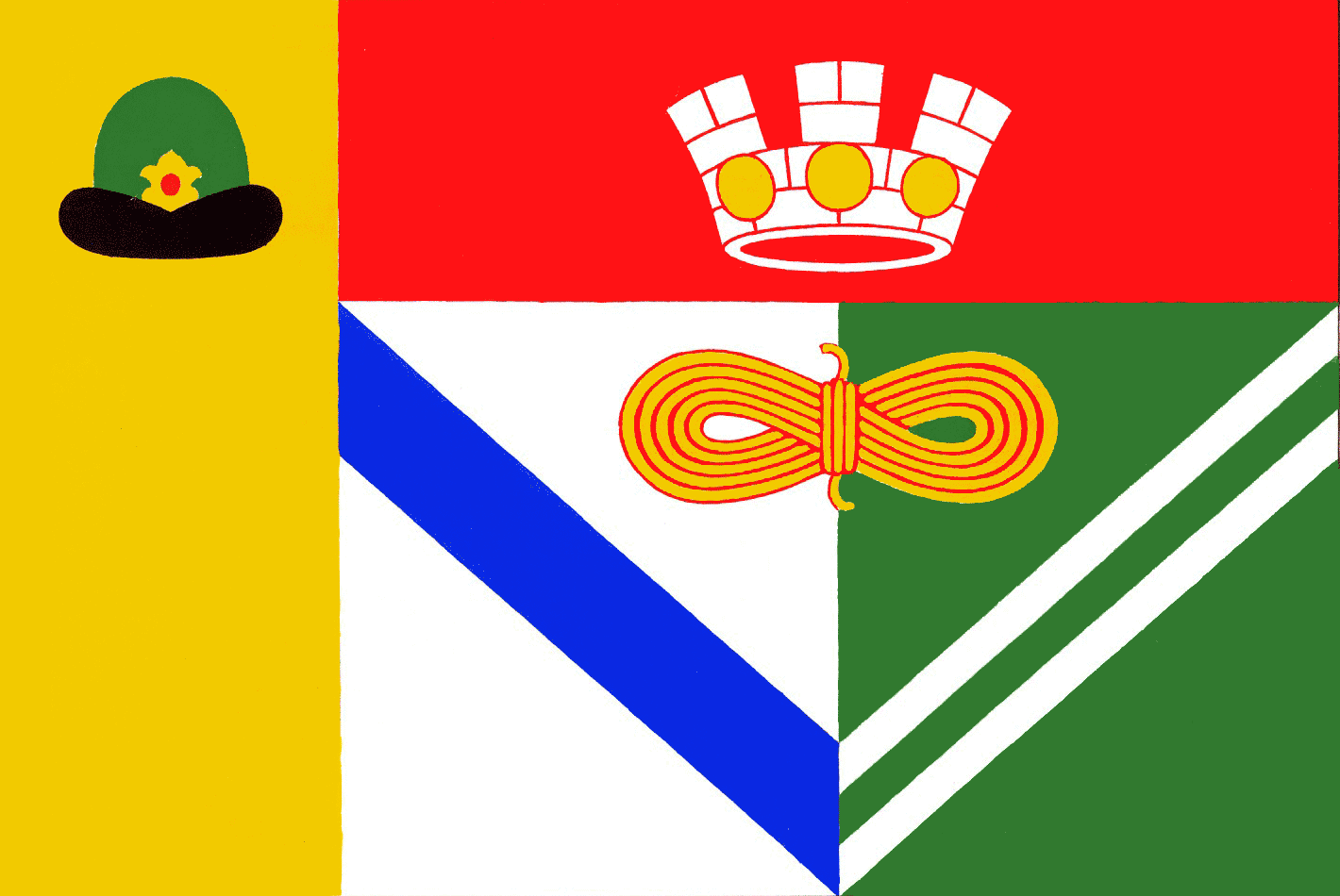
Sasovo Poměr stran: 2:3
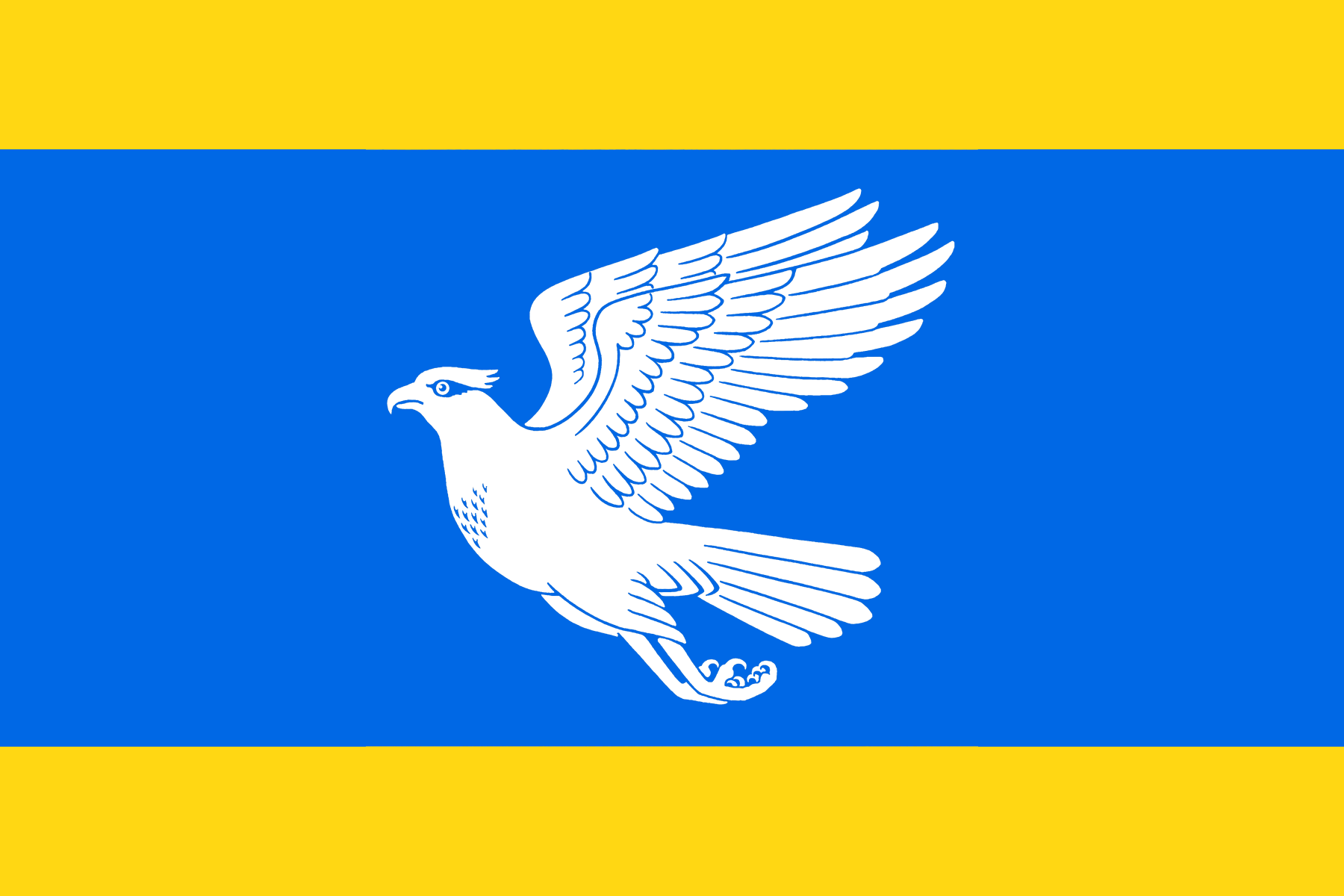
Skopin Poměr stran: 2:3

Rajóny

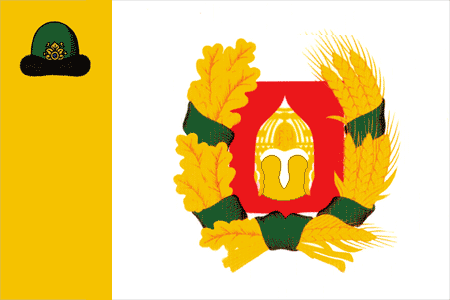
Alexandro-Něvský rajón Poměr stran: 2:3
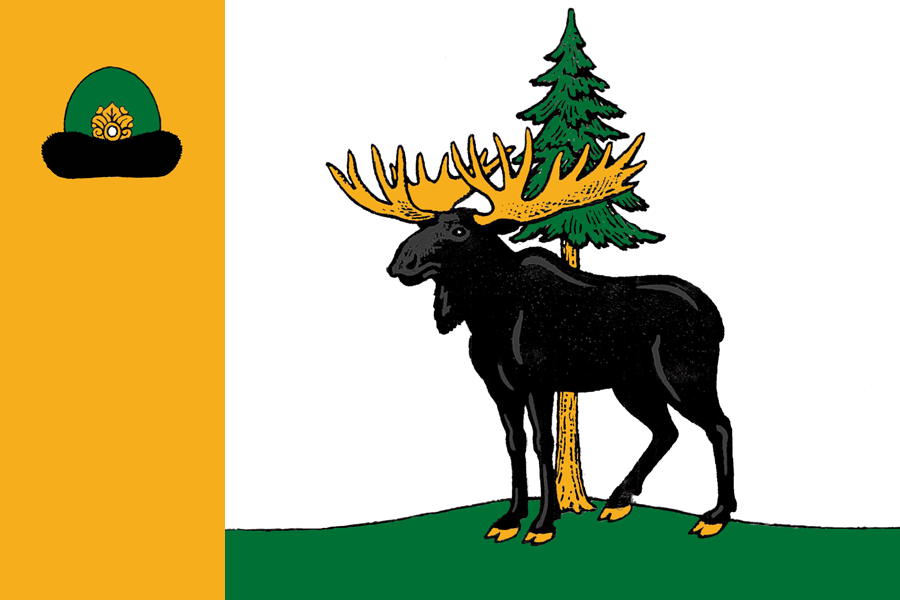
Jermišinský rajón Poměr stran: 2:3
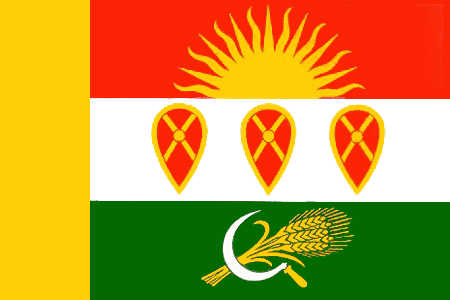
Zacharovský rajón Poměr stran: 2:3
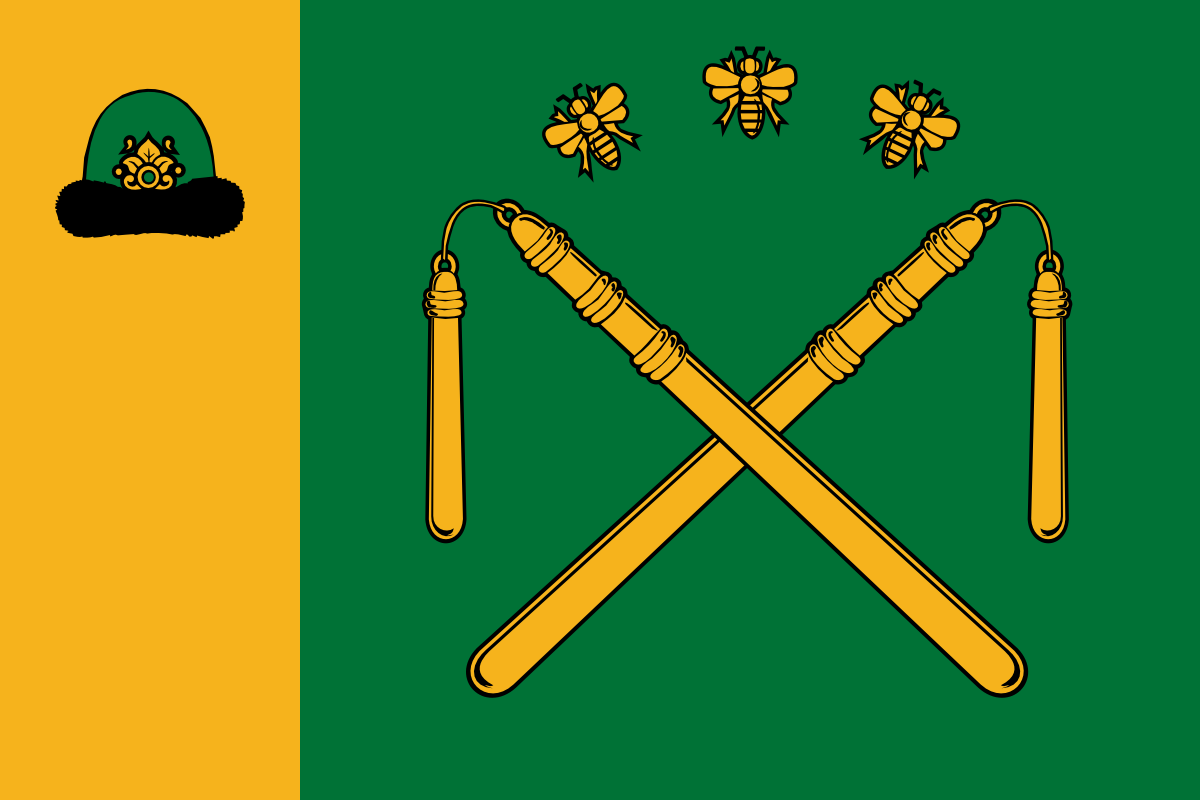
Kadomský rajón Poměr stran: 2:3
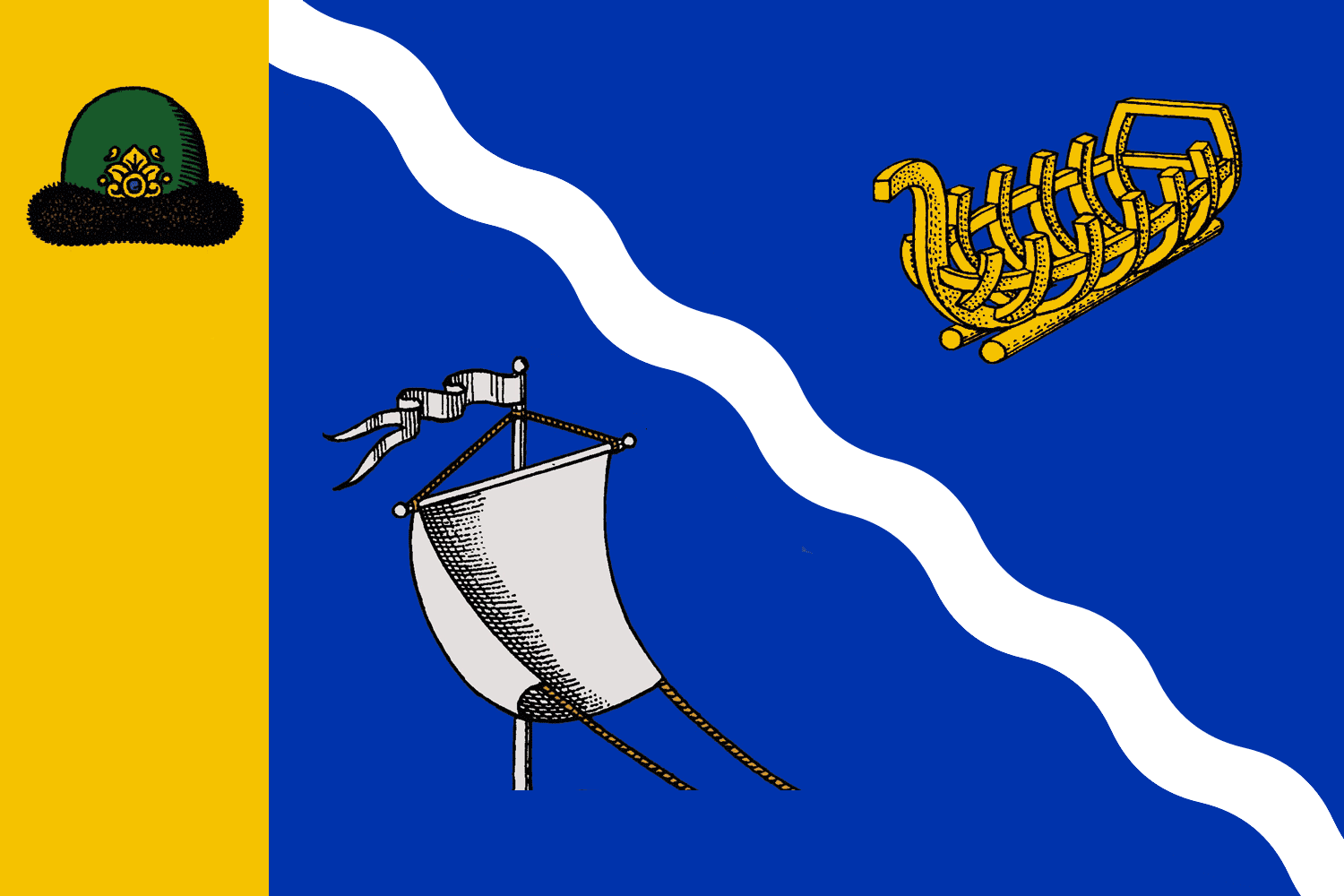
Kasimovský rajón Poměr stran: 2:3
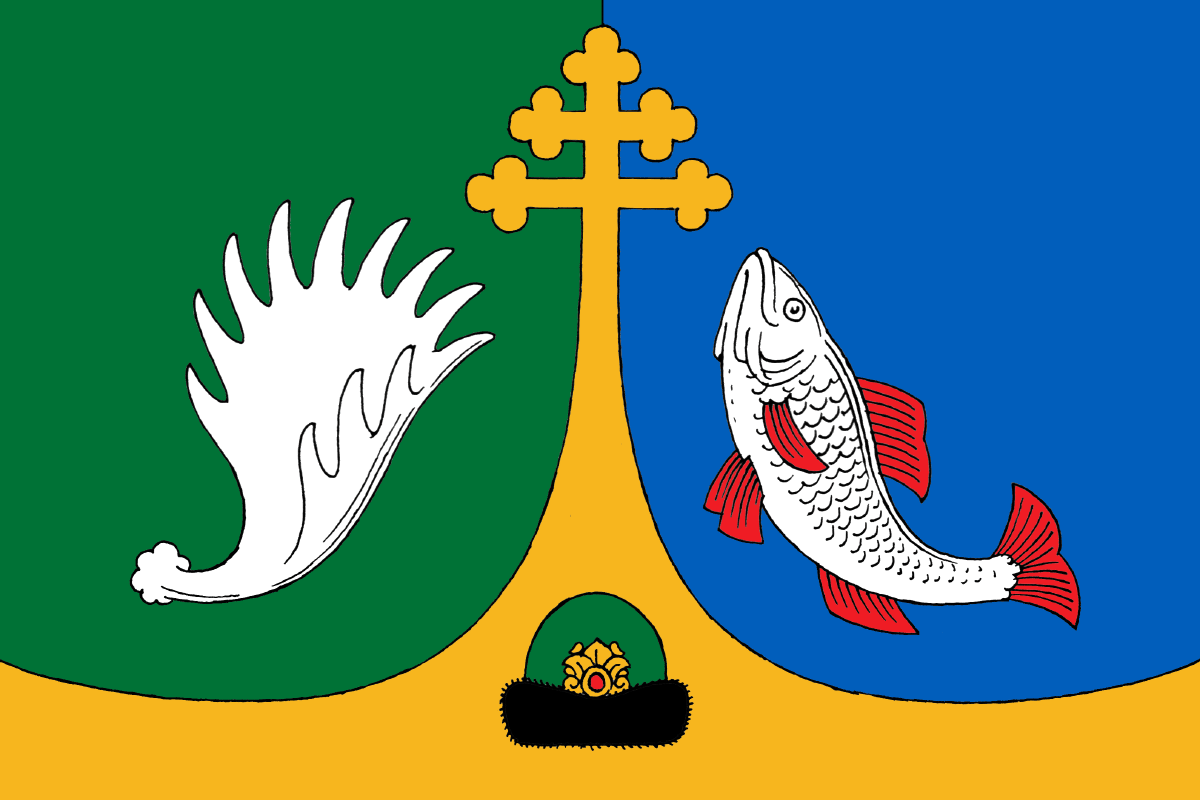
Klepikovský rajón Poměr stran: 2:3
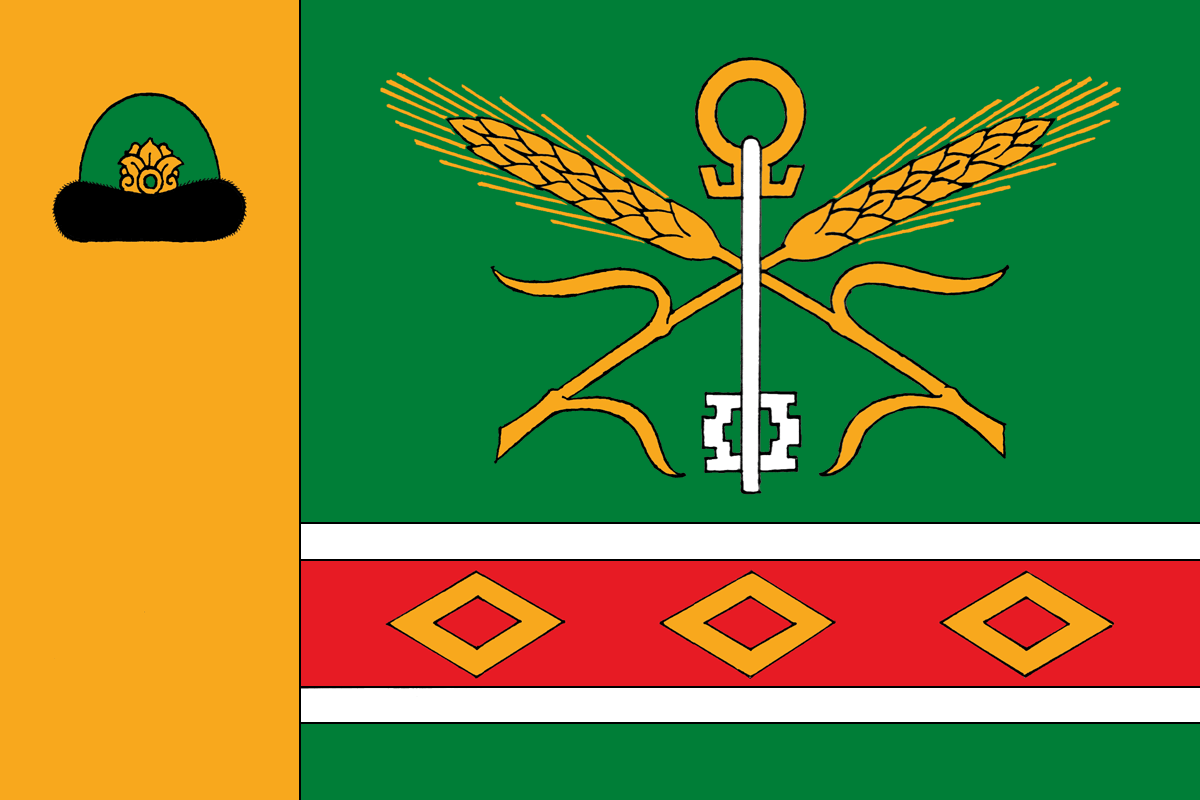
Korablinský rajón Poměr stran: 2:3
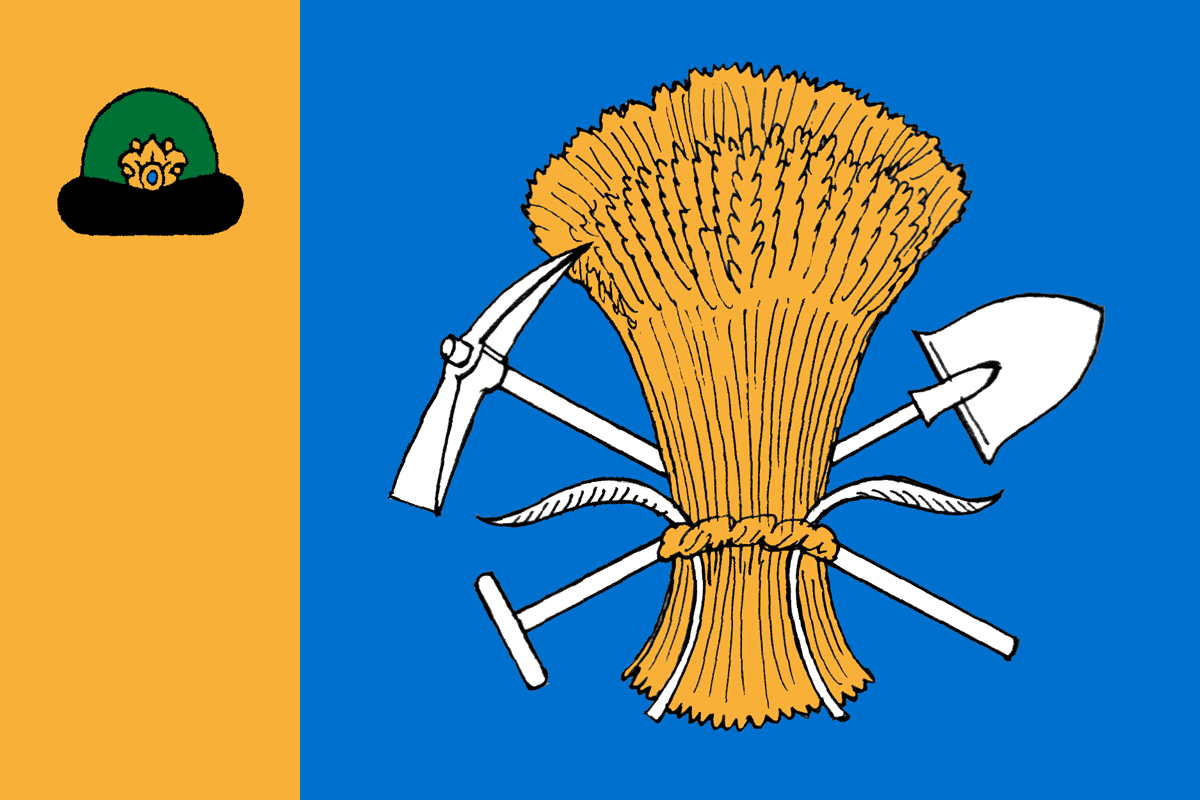
Miloslavský rajón Poměr stran: 2:3
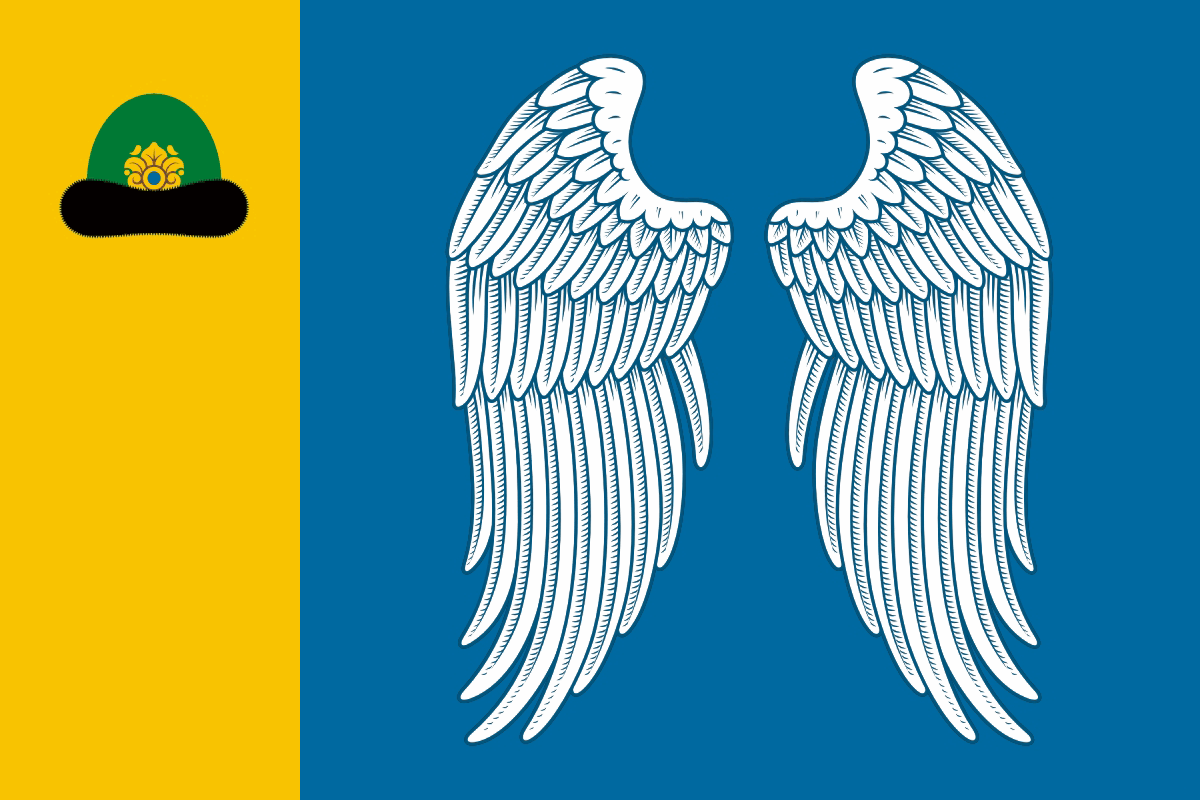
Michajlovský rajón Poměr stran: 2:3
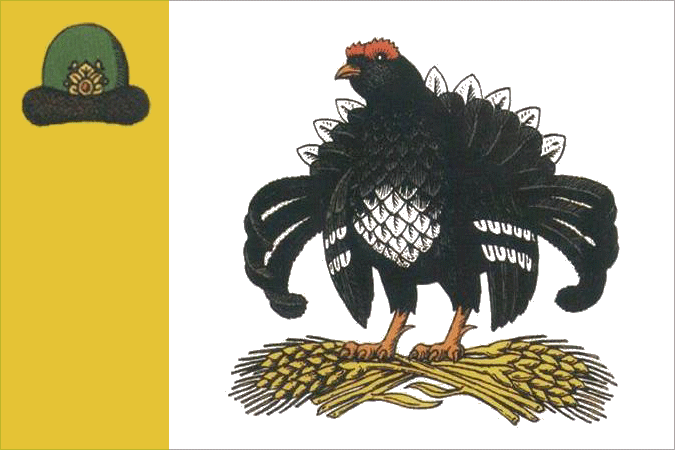
Pitělinský rajón Poměr stran: 2:3
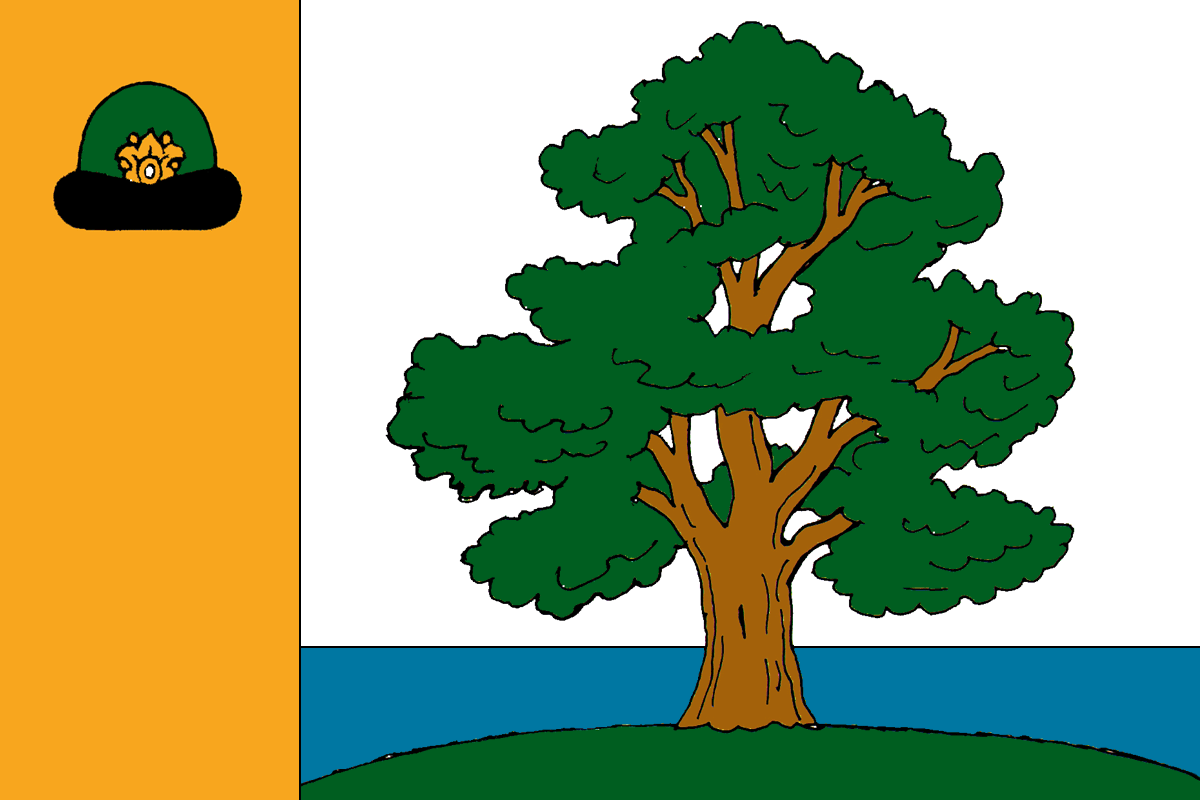
Pronský rajón Poměr stran: 2:3
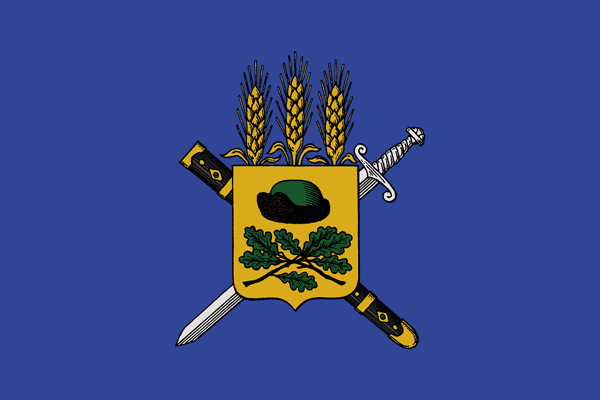
Putjatinský rajón Poměr stran: 2:3
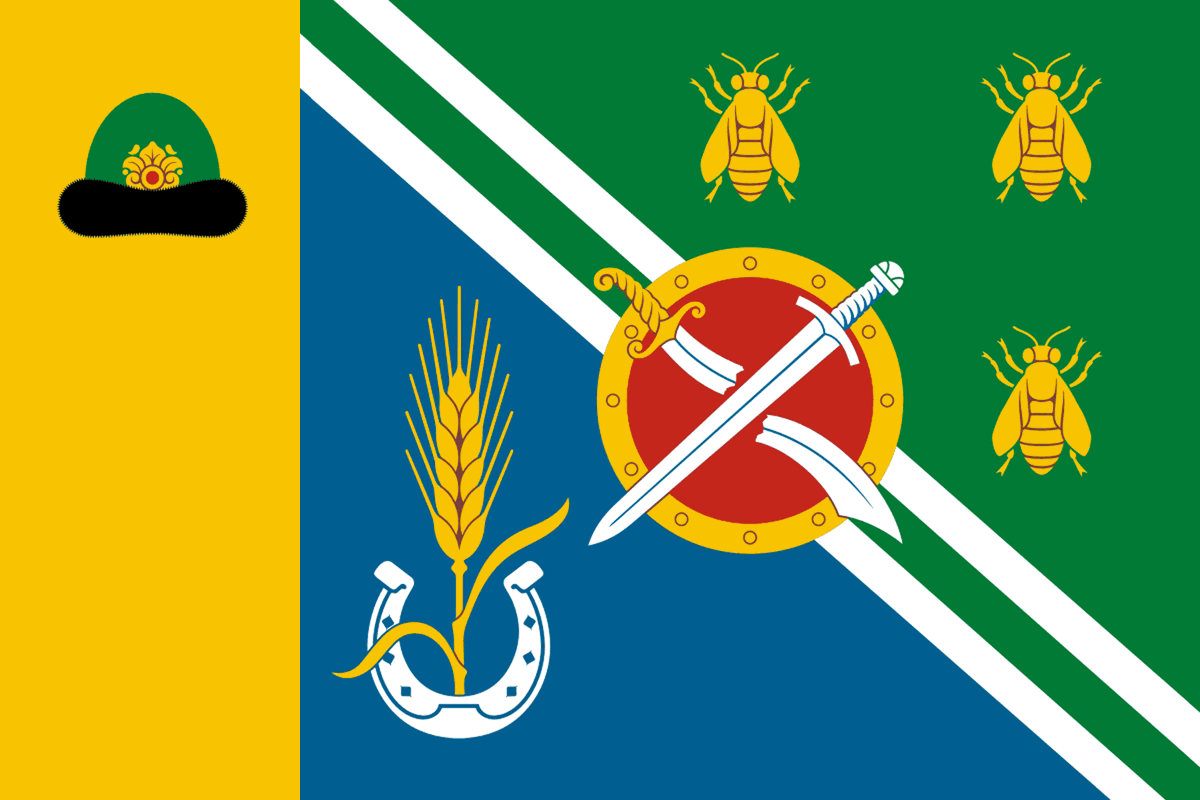
Rybnovský rajón Poměr stran: 2:3
Rjažcký rajón Poměr stran: 2:3
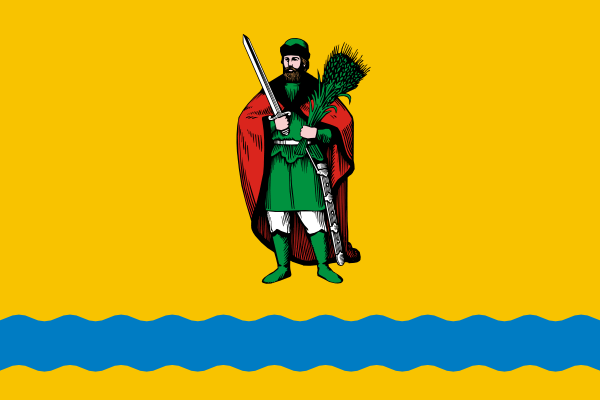
Rjazaňský rajón Poměr stran: 2:3
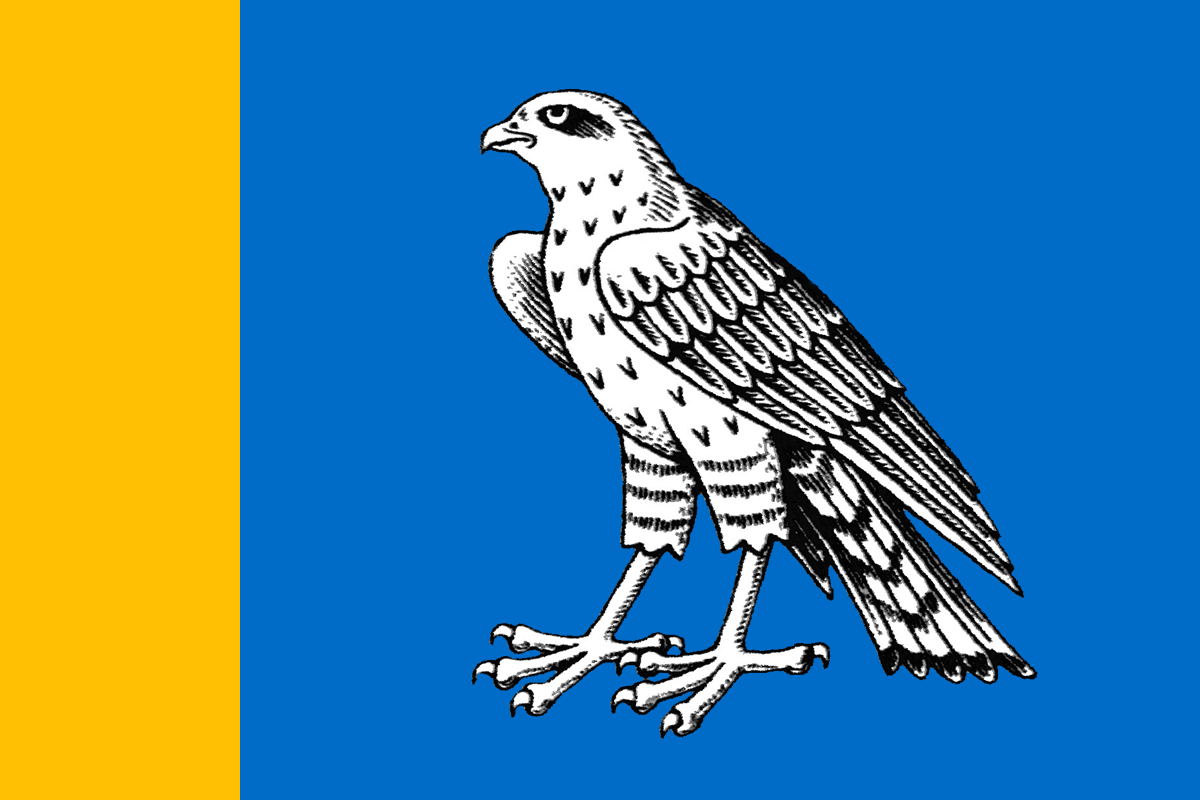
Sapožkovský rajón Poměr stran: 2:3
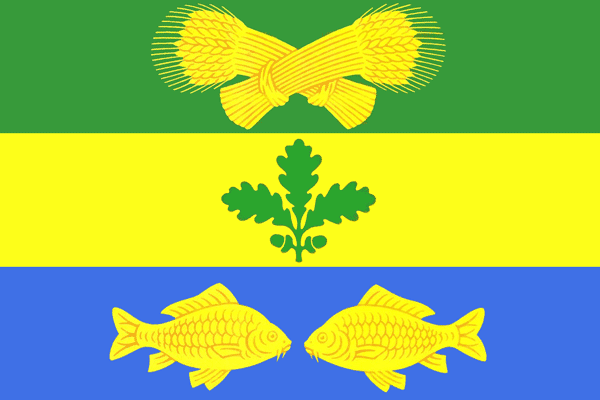
Sarajevský rajón Poměr stran: 2:3
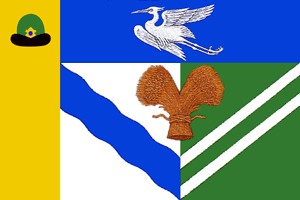
Sasovský rajón Poměr stran: 2:3
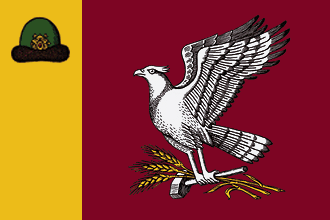
Skopinský rajón Poměr stran: 2:3
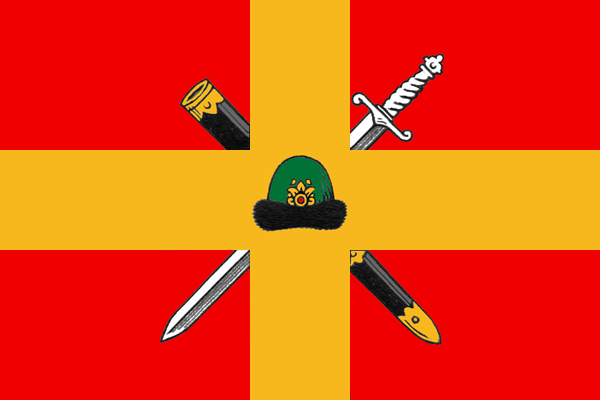
Spasský rajón Poměr stran: 2:3
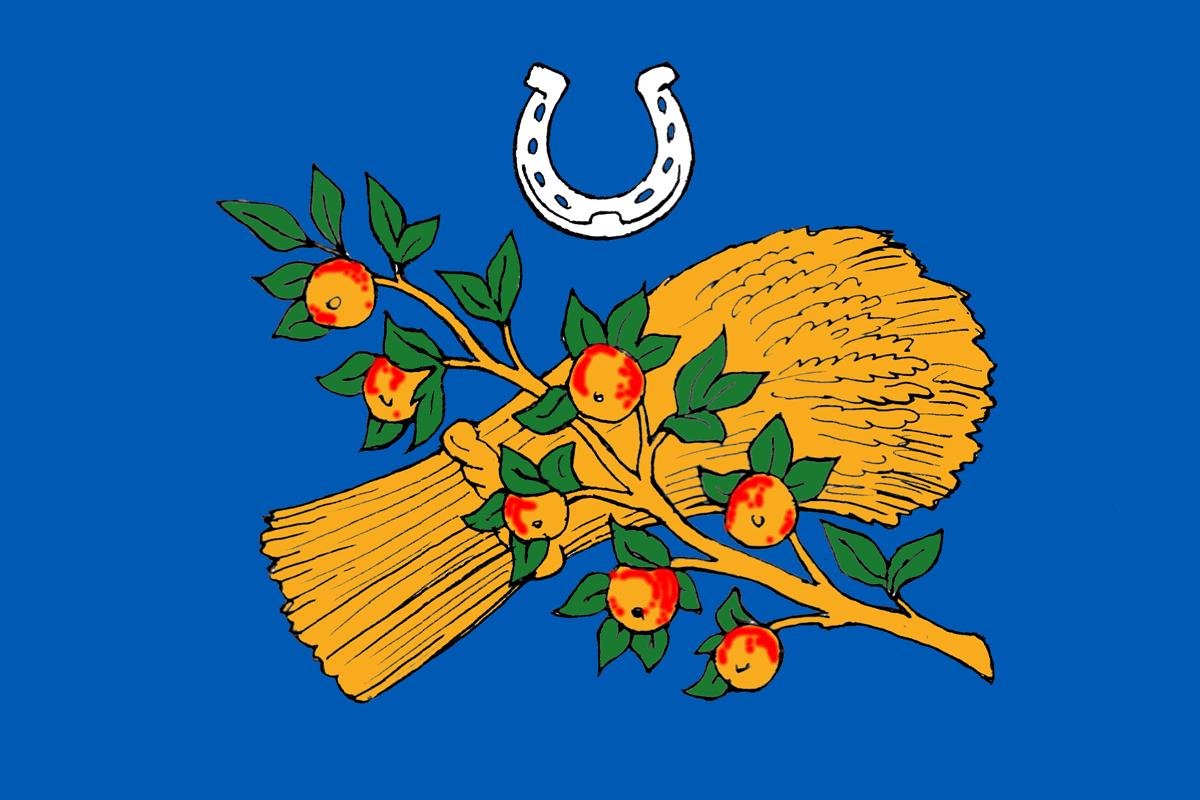
Starožilovský rajón Poměr stran: 2:3
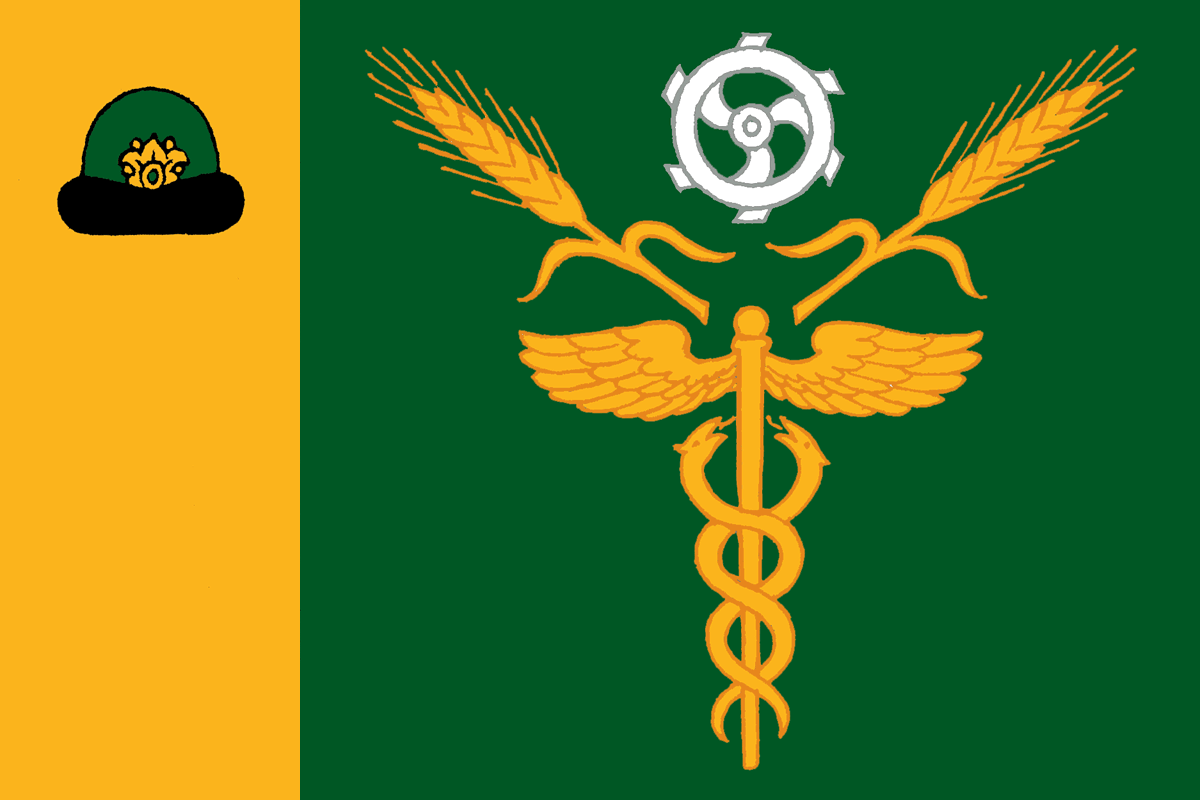
Ucholovský rajón Poměr stran: 2:3
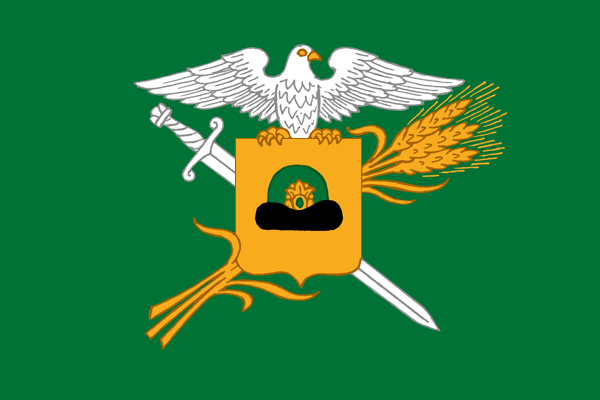
Čučkovský rajón Poměr stran: 2:3
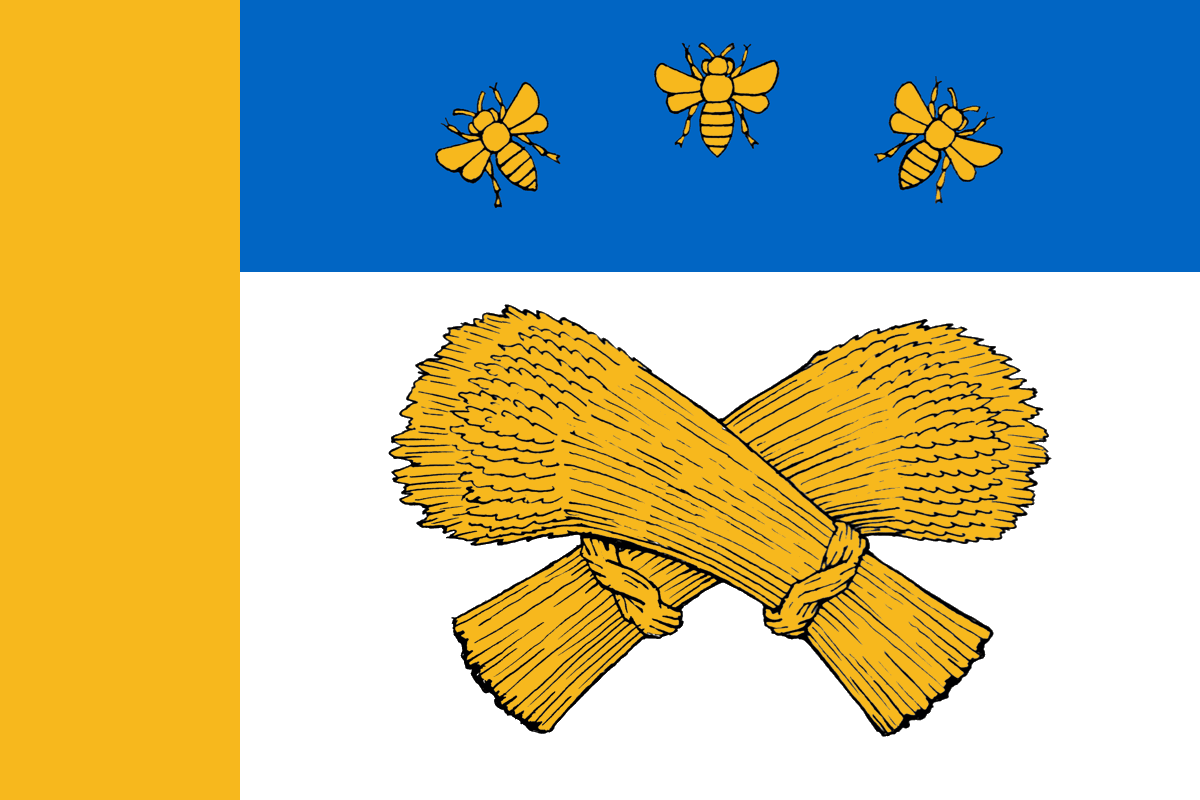
Šacký rajón Poměr stran: 2:3
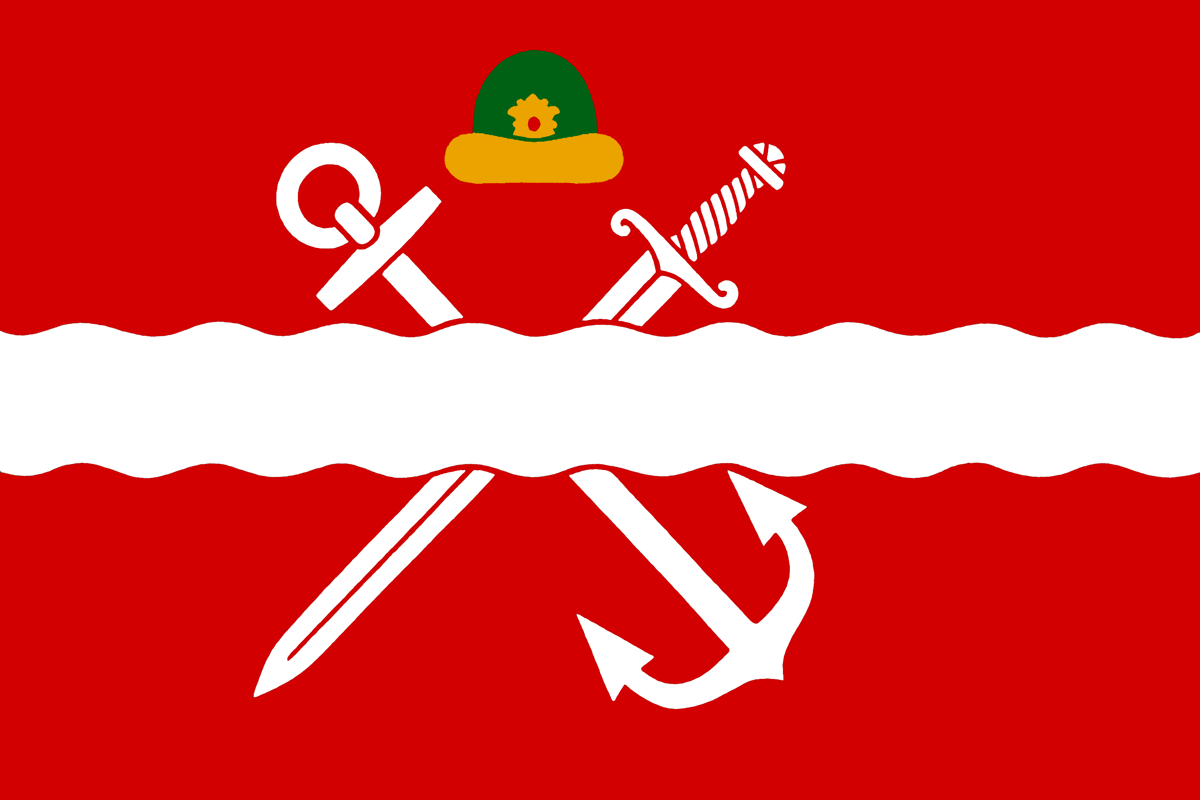
Šilovský rajón Poměr stran: 2:3